# Felsőpulya
Felsőpulya (németül Oberpullendorf, horvátul Gornja Pulja, gradistyeiül Zgornja Pulja) város Ausztriában, Burgenland tartományban, egyben a Felsőpulyai járás székhelye.

## Fekvése
Kőszegtől 15 km-re északra, Kismartontól 47 km-re délre fekszik, 245 m magasan a tengerszint felett. Közép-Burgenland igazgatási és kereskedelmi központja. Határában ér véget jelenleg az S31-es autóút, amely 2014-ben eléri Kőszeget. Vasútállomása a Sopron–Kőszeg-vasútvonal mentén létesült, jelenleg hajtánypálya egyik végpontja. A Volánbusz időszakosan közlekedtet autóbuszjáratokat Kőszegről és Szombathelyről is a városba. A Blaguss menetrend szerinti járatokat közlekedtet a várost érintve Kőszeg és Bécs között.
A kataszteri közösségek Mitterpullendorf és Oberpullendorf.

## Nevének eredete
Neve a régi "Pulo" személynévből alakult ki magyar névadással. Más vélemények szerint a "pulya = gyerek" szóból, vagy a szláv eredetű "polje = föld"-ből származtatható. A német "Pullendorf" elnevezéssel először egy 1279-es soproni oklevélben találkozunk.

## Története
A régészeti leletek tanúsága szerint területén már 7000 évvel ezelőtt is éltek emberek. Az 1930-as évektől több kultúrához kapcsolható gazdag kőkorszaki és bronzkori leletanyag került itt elő. A latén kortól az i. e. 400 körüli időtől a római korig, vagyis az 1. századig területén intenzív vasércbányászat és vaskohászat folyt. Egyes feltételezések szerint a mai Alsó- és Felsőpulya között "Bulla", vagy "Pulla" nevű római település állt. A népvándorlás idején germán törzsek, majd avarok és szlávok érkeztek erre a vidékre. A rövid frank uralom alatt Nagy Károly frankokat és bajorokat telepített ide. A 907-es pozsonyi csatát követően a terület a magyar állam része lett.
A két szomszédos Pulya ("Pule maioris et minoris") 1225-ben szerepelt először írásos emlékben, II. András királynak a borsmonostori apátság részére írt adománylevelében. 1323-ban "Pula", 1390-ben "Pulya", 1410-ben "Pula", 1425-ben "Pulndorf", 1430-ban "Felpula", 1445-ben "Pwla", 1468-ban "Nemespula", 1492-ben "Pwlya" alakban szerepel a korabeli forrásokban.
Felsőpulya magyar neve, "Felpula" alakban, 1378-ban jelenik meg az oklevelekben.
A honfoglalást követően határőrfalu lett, lakossága a királytól nemesi rangot kapott, ezért Felsőpulyát évszázadokig Nemespulyának nevezték. A legjelentősebb nemesi birtokosok a gróf Cseszneky és a báró Rohonczy családok voltak. Középpulya pedig a lánzséri uradalomhoz tartozott. 1425-ben mindkét Pulyát a lánzséri uradalomhoz tartozónak említik. Lakosai megmenekültek a török pusztításoktól, így magyar nyelvsziget maradt. A 16. század végén itt is tért nyert a reformáció, Középpulyán református prédikátor működött, aki azonban a településnek Bocskai hajdúi általi feldúlása után elveszítette a pozícióját. Evangélikus prédikátor 1637-ig működött itt, amikor Esterházy Miklós nádor az ellenreformáció jegyében elűzte.
Középkori eredetű, a 17. században átépített kastélyáról 1752-ből származik az első írásos említés, amikor Bácsmegyei Mátyás özvegyének Nedeczky Annának a tulajdona volt. A 19. században vásárolta meg a Rohonczy család.
Felsőpulyán 1853-ban adóhivatal nyílt, 1854-ben járásbíróság létesült, 1858-ban évente négyszeri alkalomra vásártartási jogot kapott. A város tűzoltóegyletét 1890-ben alapították. 1893-ban Ferenc József és Vilmos császár a Kórház-dombról figyelte a zajló hadgyakorlatot.
Vályi András szerint "PULYA. Alsó, Kis, és Felső Pulya, Pullendorf. Három elegyes lakosú faluk Sopron Vármegyében. Alsónak, és Kis Pulyának földes Ura Hg. Eszterházy Uraság; Fel. Pulyának pedig külömbféle Urak, lakosaik katolikusok, fekszenek Sopronhoz két jó mértföldnyire; Alsó Pulya tovább; határbéli földgyeik középszerűek; Felső Pulyán híres baratzkok teremnek, ’s Bátsmegyei Úr’ kastéllya ékesíti; Felső Pulyán is nevezetes baratzk terem; Alsó Pulyának vámja is vagyon."

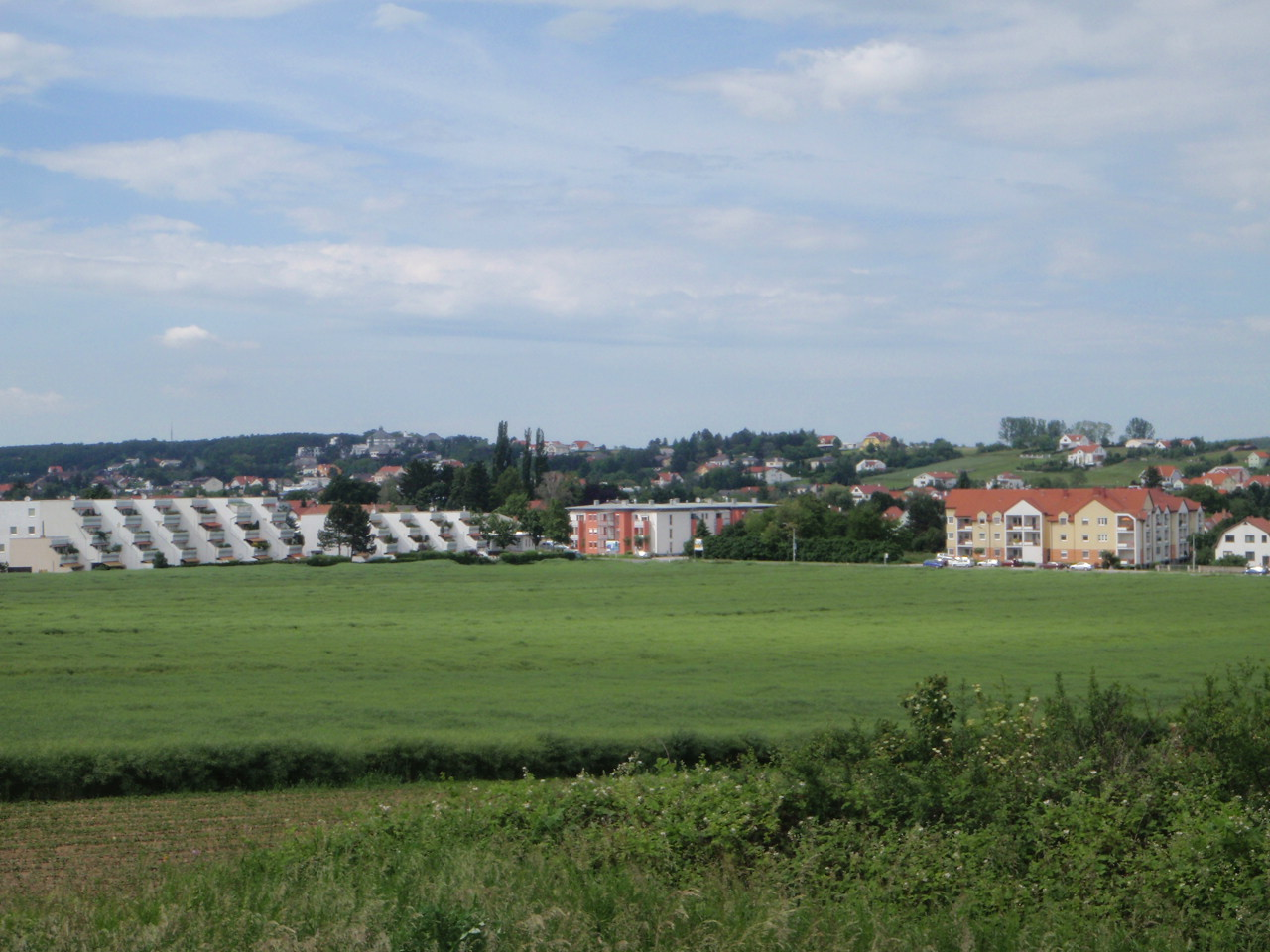
A város látképe délről

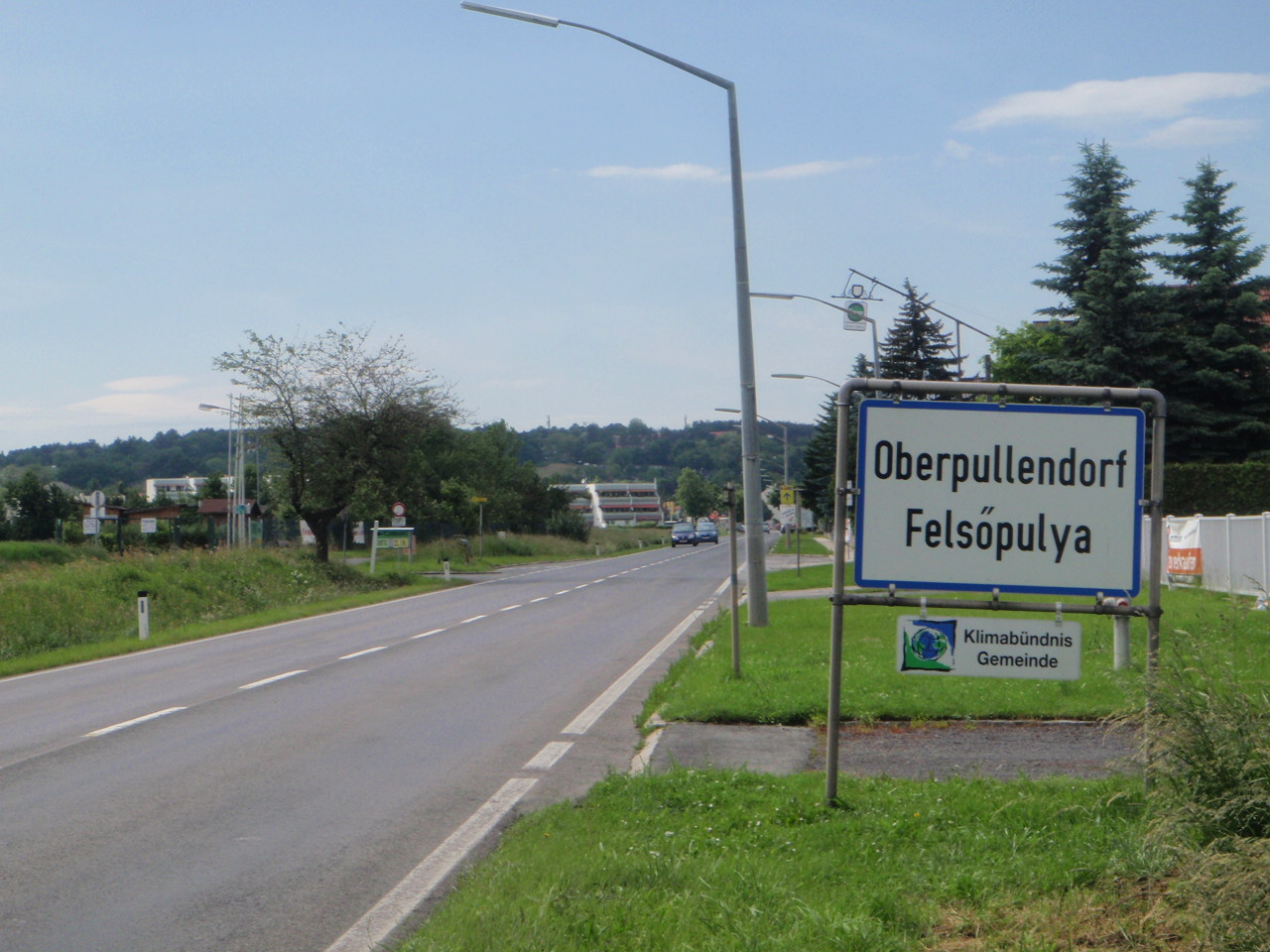
Felsőpulya kétnyelvű helységnévtáblája

Fényes Elek szerint "Felső-Pulya, németül Ober-Pullendorf, magyar falu, egy hegyláncz tövében, Sopron vmegyében, Sopronhoz délre 3 mfd. 520 k. lak. Van 400 hold szántóföldje, 50 h. rétje, 40 hold legelője, 40 hold fenyvese. Birják: Gyurkovics, Kulcsár, Martonfalvay, Bácsmegyei, Dominkovics, stb. Közép-Pulya, németül Mitler-Pullendorf, magyar falu, Sopron vmegyében, Sopronhoz délre 3 1/2 mfd. 500 kath. lak. s anyatemplommal. Határa dombos és középszerü, van 508 hold szántóföldje, 87 h. rétje, 360 h. erdeje. Birja h. Eszterházy."
1908. november 5-én átadták a Sopron–Kőszeg-vasútvonalat, helyben egy emeletes vasútállomás létesült. Kőszeg és Sopron között 1951-ig zajlott személyforgalom, ezután az osztrák személyvonatok végállomása Rőtfalva-Rendek lett. A teherszállításban a határátmenet 1960-ig fennmaradt. 1968. április 28-án megszűnt a személyforgalom a Rőtfalva - Felsőpulya szakaszon és a pályát Felsőlászlóig felszedték, majd 1988-ban Sopronkeresztúr vasútállomásig rövidült a személyszállítás. A Sopronnyék-Haracsony - Felsőpulya 23 km-es vasúti szakaszát drezinatúra keretében turisztikai célra hasznosítják, feltárva Burgenland napos vidékét.
1910-ben 868 lakosából 800 magyar volt. A trianoni békeszerződésig Sopron vármegye Felsőpulyai járásának székhelye volt. Amíg Felsőpulya egyre inkább városias jelleget öltött, addig Középpulya mindvégig megőrizte falusias képét. A plébániatemplom azonban Középpulyán állt, Felsőpulya temploma csak 1934-ben a redemptorista rend jóvoltából épült fel. A rend a Klemm-szálloda megvásárlásával kolostort is létesített a településen. 1949-ben a plébánia is átkerült Felsőpulyára. Moziját 1926-ban nyitották meg, másodikként a tartományban, majd 2013-ban felújítás miatt zárták be. A filmszínházat ismételten 2015. április 30-án nyitott újra.1927-ben Felsőpulyán felépült a település kórháza is.
Felső és Középpulyát 1958-ban egyesítették. Az egyesített településen a magyarok száma fokozatosan csökkent, ami összefügg a várossá válással is. Az elvándorló magyar gazdák helyére osztrák üzletemberek, bankárok, kereskedők érkeztek. Felsőpulya 1975 óta város. 2001-ben 2793 lakosából 1860 német, 603 magyar, 232 horvát volt.

## Nevezetességei
- Római katolikus plébániatemploma 1934-ben épült.
- Szent Ferenc kápolnáját 1707-ben Ujj Ádám építtette, 1727-ben bővítették. 1736-ban Madarász Imre új főoltárt készíttetett. Szűzanya szobra 1767-ben készült Schilson bárónő költségén. Tornyot 1785-ben építettek hozzá. 1804-ben bővítették és restaurálták. Assisi Szent Ferenc képét a vasvári Kenedics József adományozta. A kápolnában egy 16. századi „Krisztus a kereszten” festmény és Kozina Sándor „Ecce Homo” képe is látható. A kápolnát utoljára 2004-ben restaurálták.
- A Rohonczy-kastély a 17. században épült egy középkori épület felhasználásával. 1889-ben renoválták, majd 1965-ben a Burgenlandi Gazdasági Kamara vásárolta meg . Rövid ideig mezőgazdasági főiskola működött benne. Az 1980-as évek végén vásárolta meg a Kismartoni Püspökség. A középkori kastély létét ma is meglévő 150 cm vastag falai bizonyítják. A kastély alatt hatalmas pince rejtőzik. Ma a Szent István-ház ifjúsági központ működik benne.
- A Fő tér mellett van a 2 medencés városi stand.

## Híres emberek
- Itt született 1837-ben Rohonczy György táborszernagy, Budapest városparancsnoka, itt is hunyt el 1914-ben.
- Itt hunyt el 1873-ban Kozina Sándor arcképfestő.
- Kullman Ernő, a város polgármestere 1990-2002 között, egykoron a Magyar Népcsoport Tanács elnöke, a Magyar Köztársaság Szabadság hőse kitüntetettje[12]
- Anneliese Schmucker, Felsőpulya polgármestere 2002-2007 között, a Magyar Köztársaság Szabadság hőse kitüntetettje[12]
- A városban született (1973. június 28.) és töltötte gyermekkorát Elisabeth Kulman operaénekesnő (mezzoszoprán/alt) a Bécsi Állami Operaház művésze.
- Itt töltötte gyermekkorának egy részét Endes(Eiserth) Pongrácz, a Debreceni Egyetem hires pathológus professzora

## Galéria

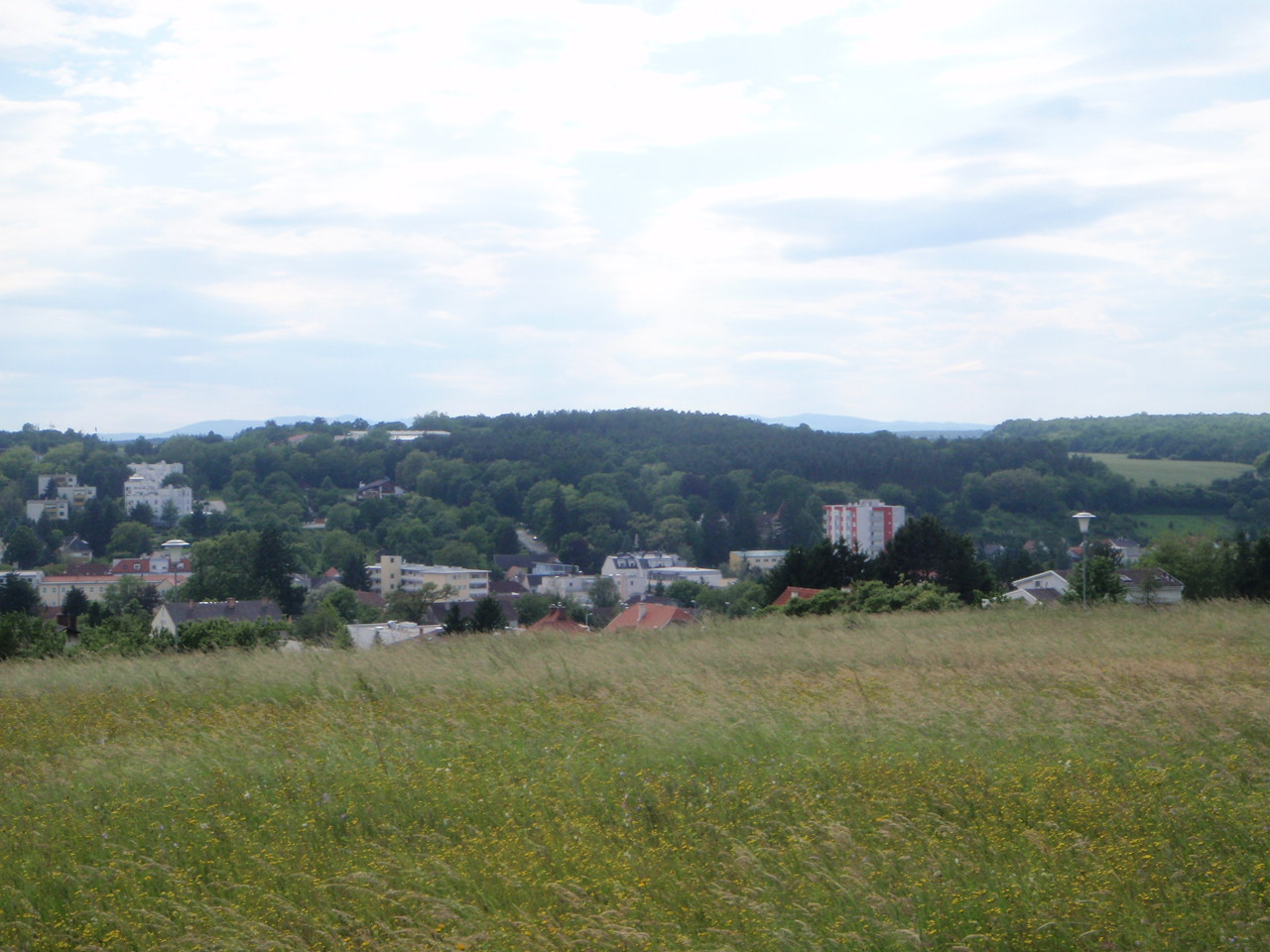
Kilátás a kórház mellől
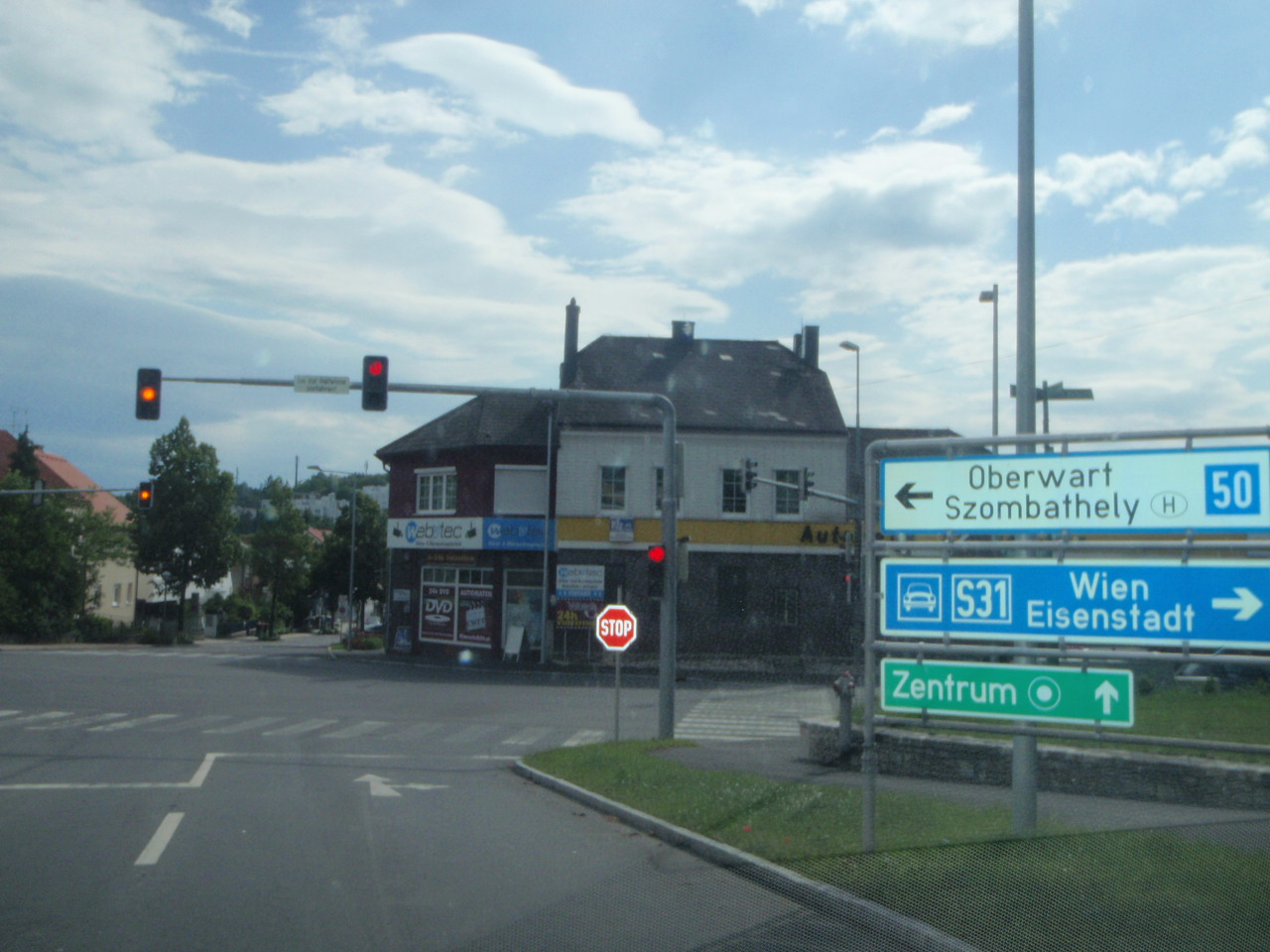
Lámpás kereszteződés a B50-es főúton
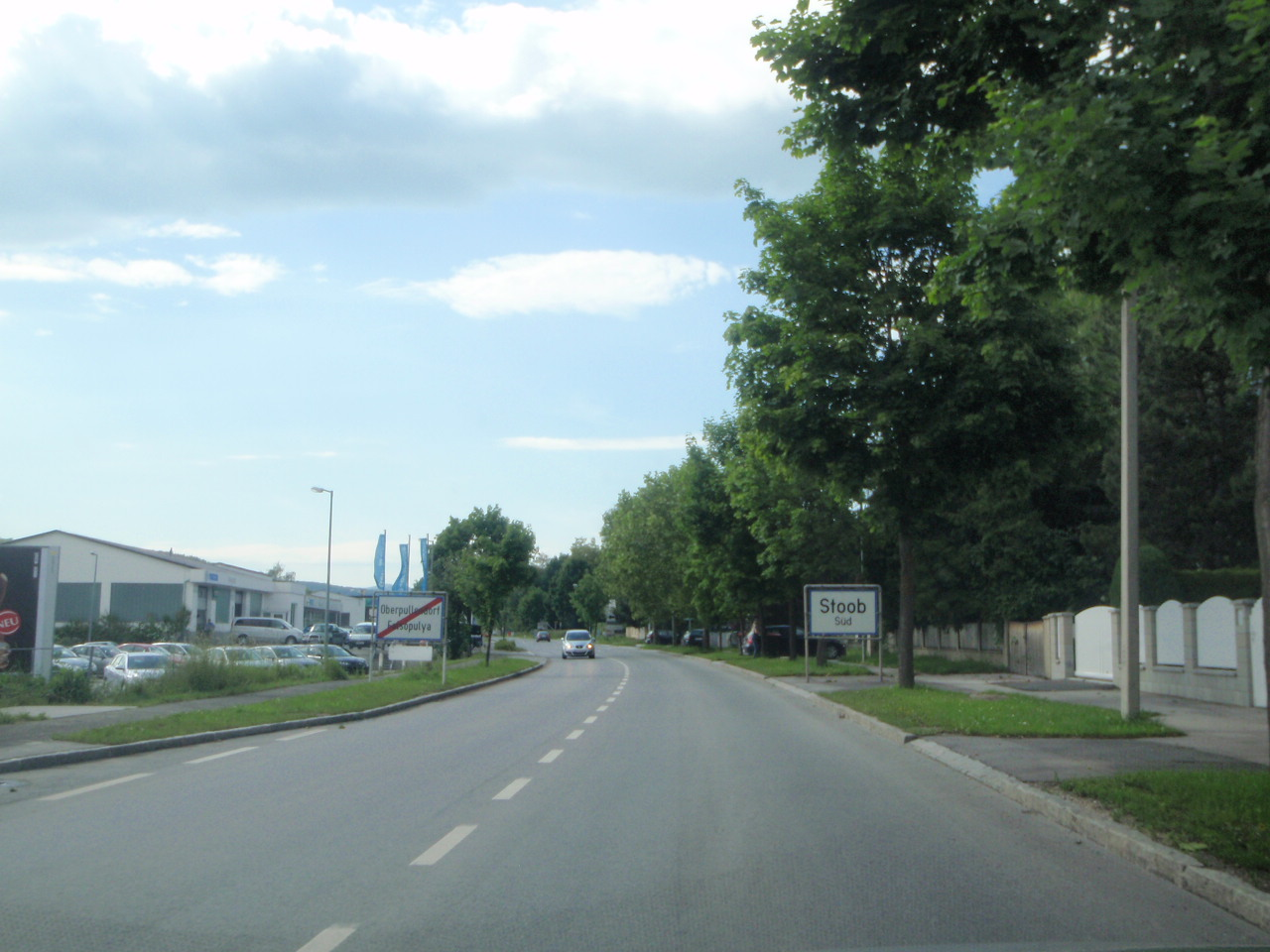
A város észak felé összeépült Csáva déllel
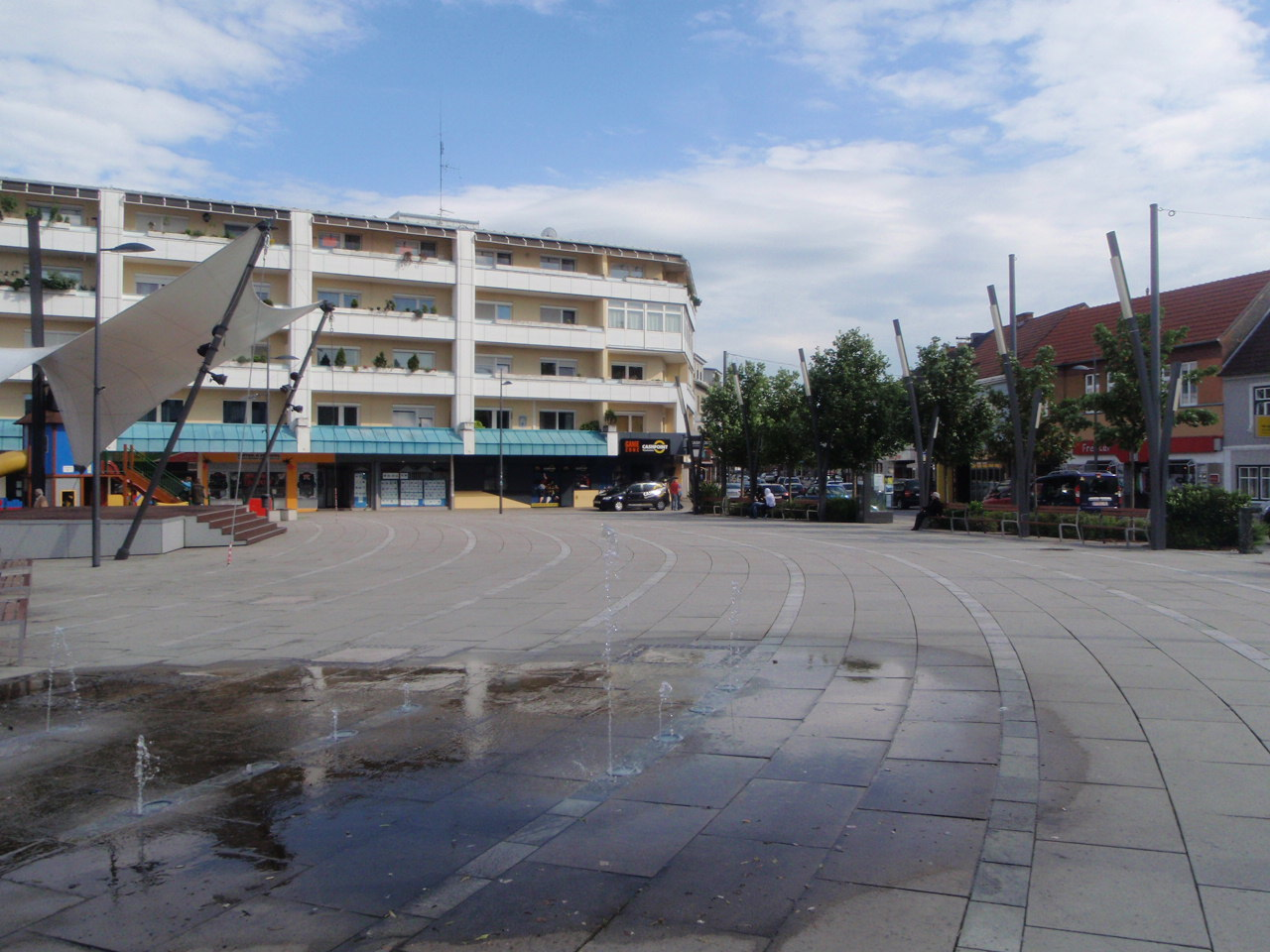
Felújított Fő tér
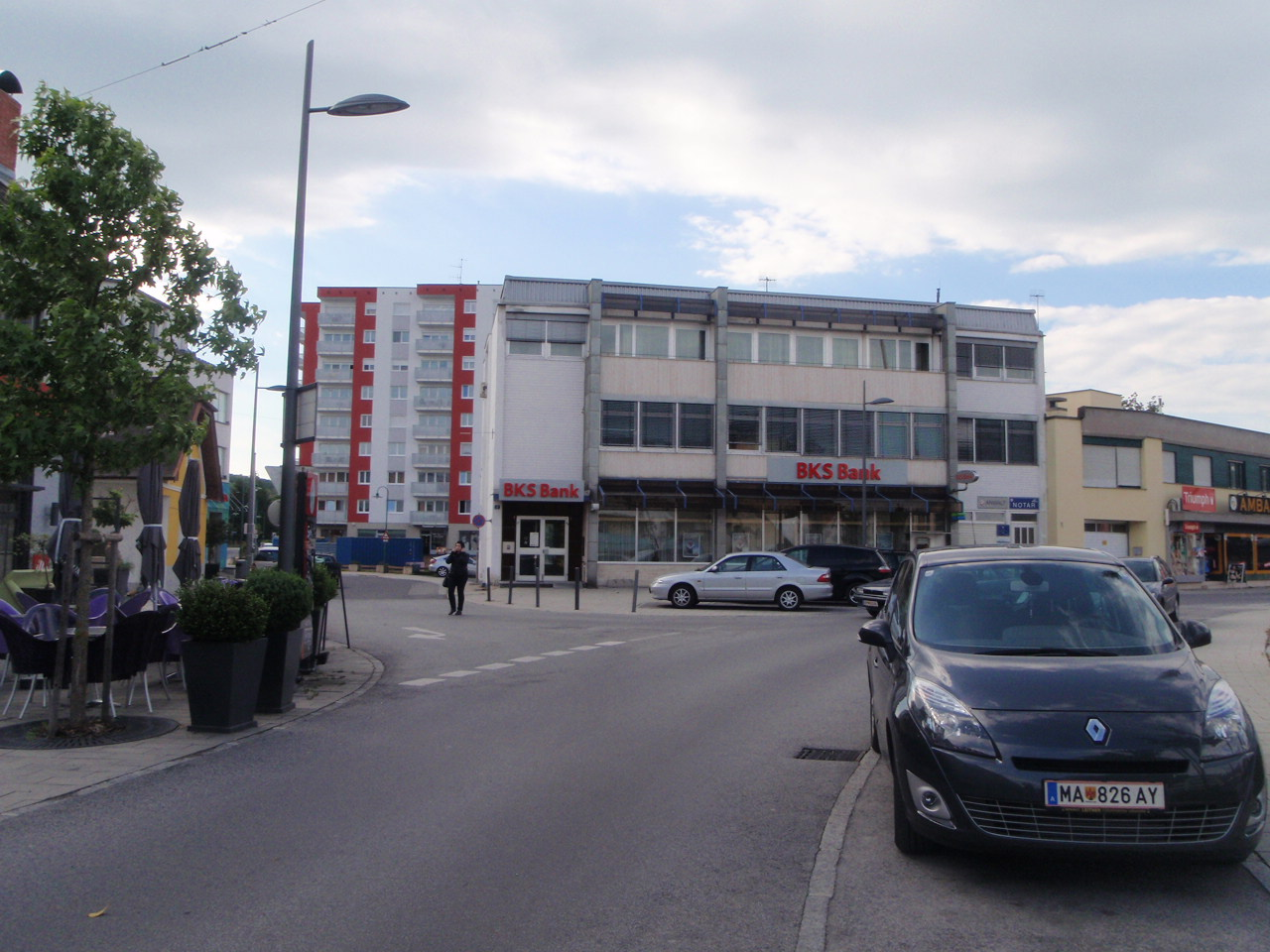
Fő tér északi oldala, a magasház mögött van a strand
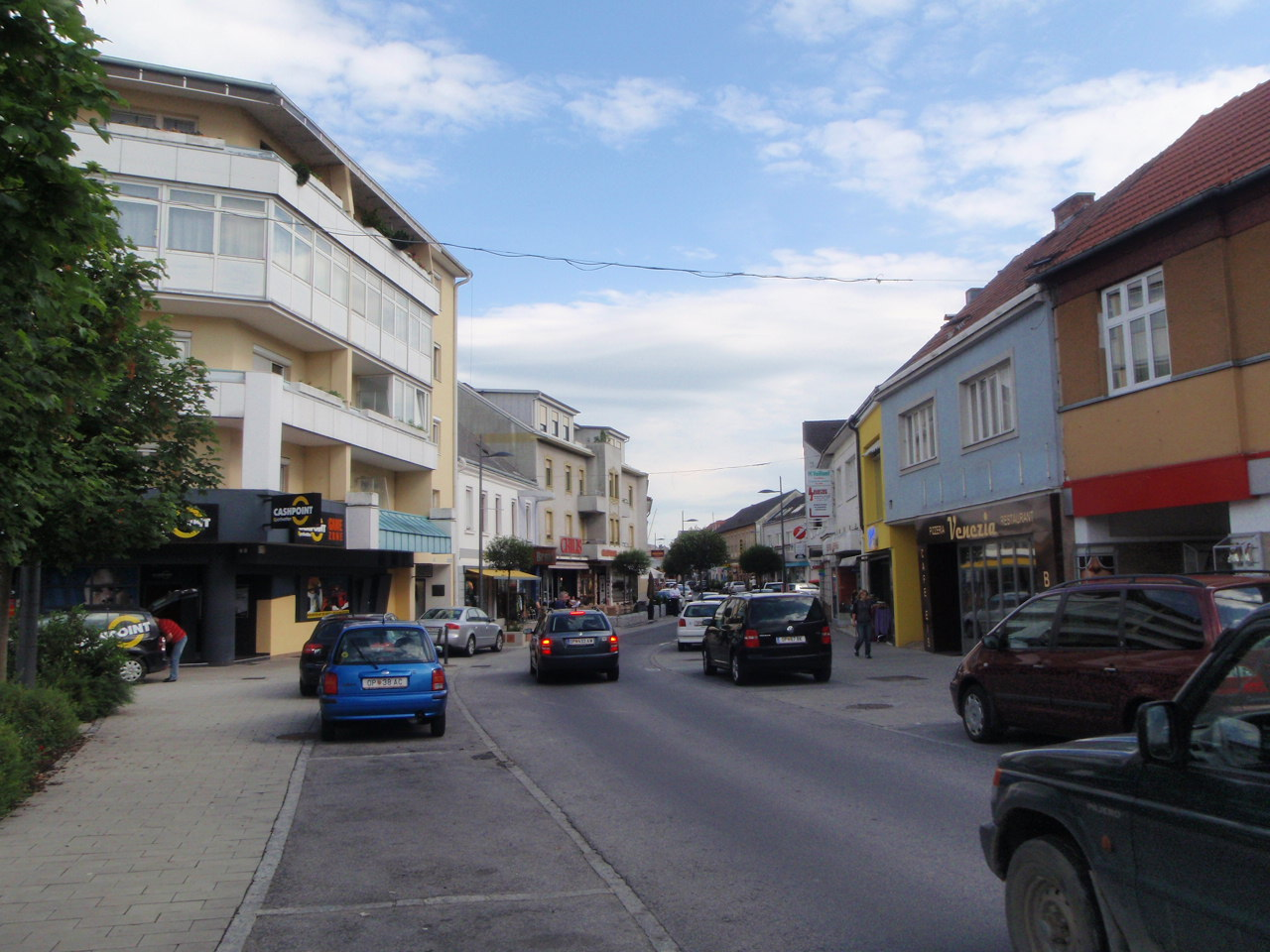
Fő utca a Fő térnél
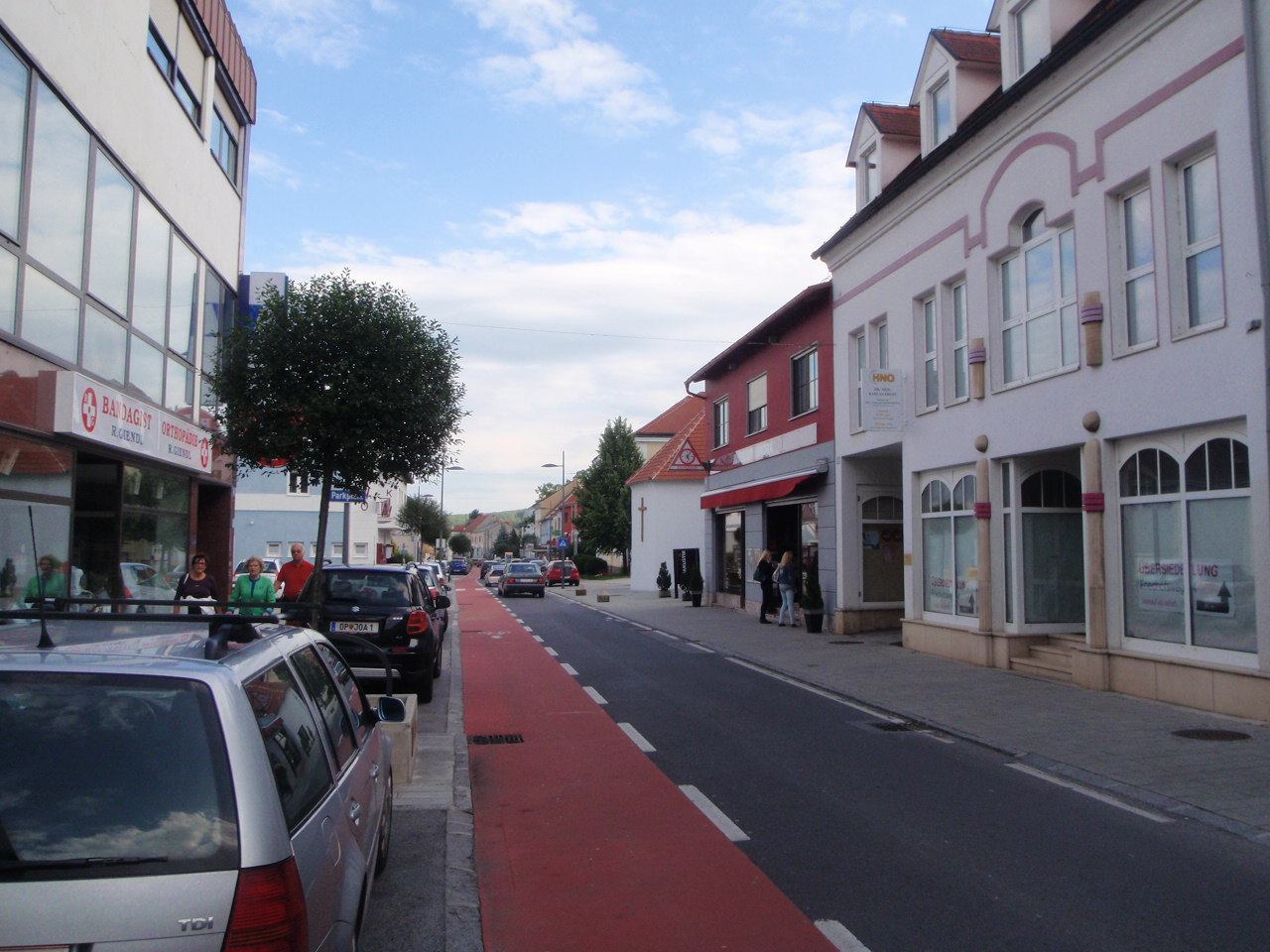
Fő utca déli szakasza
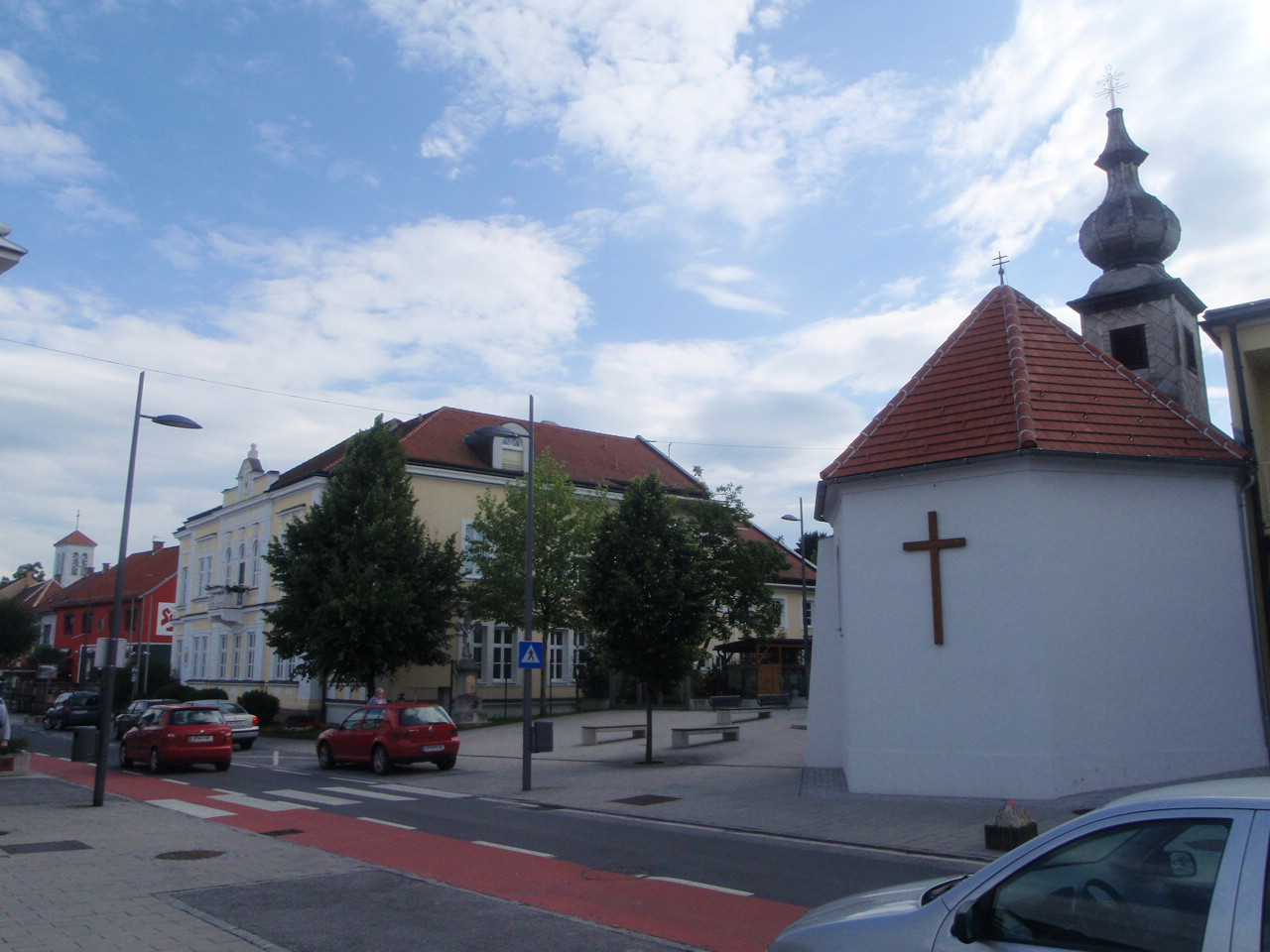
Bal szélen a Plébániatemplom tornya, középen a Járási Tanács, jobbra az egyházi óvoda és Szent Ferenc kápolna